# Séisme de 2007 au Pérou
Le séisme de 2007 au Pérou (ou séisme de Pisco), d'une magnitude de 8,0 sur l'échelle de Richter, secoue la côte centrale du Pérou, de la région de Chincha à celle de Pisco le 15 août 2007 à 18 h 40 min 57 s heure locale (23 h 40 min 57 s UTC) pendant environ 3 min 50 s.
Ce séisme est classé comme le plus fort ayant touché cette région du Pérou depuis celui de 1716.

## Sismologie
- Un an plus tôt, le 20 octobre, un tremblement de terre de magnitude 6,4 Mw s'est produit dans la même zone où le séisme de Pisco a commencé en 2007.
- Deux ans avant la catastrophe en 2005, un rapport de l'Institut Géophysique du Pérou ou IGP (espagnol : Instituto Geofísico del Perú) montrait que la zone entre Lima et Nazca n'avait jamais été le lieu d'épicentres de séismes, ce qui augmentait la probabilité qu'un grand tremblement de terre se produise dans cette zone à tout moment. L'IGP demandait qu'un plan d'urgence soit élaboré, mais ce rapport n'a pas été pris en compte par l'Institut péruvien de défense civile (INDECI)[4],[5].

### Origine et intensité
L'épicentre fut localisé par l'Institut d'études géologiques des États-Unis ou USGS (anglais : United States Geological Survey) à 150 km au sud-est de Lima à une profondeur de 30 km, l'IGP ayant  pour  sa  part  annoncé  que  l'épicentre  se  trouvait  à  120 km au sud-ouest de Lima.
La secousse initiale a été suivie de deux fortes répliques atteignant des magnitudes de 5,8 et 5,9.
Le séisme eut son origine dans le choc entre la plaque de Nazca en subduction sous la plaque sud-américaine, processus qui crée la cordillère des Andes et ses volcans. Cette frontière de plaques est caractérisée par une des plus grandes vitesses de convergence au monde (7.7 cm/an).
L'IGP a enregistré une magnitude locale (ML) de 7.0 sur l'échelle de Richter et fourni cette information dans les 10 premières minutes après le tremblement de terre, estimant la magnitude de moment (Mw), caractéristique de l'énergie mise en jeu par le séisme, à 8.0.
Cependant, les informations de l'USGS indiquaient au préalable un tremblement de terre de 7,7, puis le chiffre est passé à 7,9 et enfin, après de nombreuses études, il a été établi à 8,0 sur l'échelle du moment de magnitude (Mw). C'est cette magnitude qui a finalement été acceptée par l'USGS et l'IGP.
L'intensité maximale des dégâts, évaluée sur l'échelle de Mercalli, fut de VII à VIII dans un rayon de 100 km autour de l'épicentre,. Le séisme a été ressenti avec des intensités évaluées à VI (forte) dans la capitale Lima (située à 150 km) et même de II-III (très légère à légère) jusque dans les villes d'Arequipa (à 500 km) et de Chiclayo (à 900 km).

Le séisme a présenté une rupture très complexe, montrant deux pics d'intensité maximale séparés de 50 secondes, donnant l'impression qu'il s'agissait de deux tremblements de terre. C'est d'ailleurs ce qui a conduit le président péruvien d'alors, Alan García, à diffuser l'information erronée selon lesquelles deux tremblements de terre, successivement de magnitude 7,7 puis 7,5 se seraient produits. 

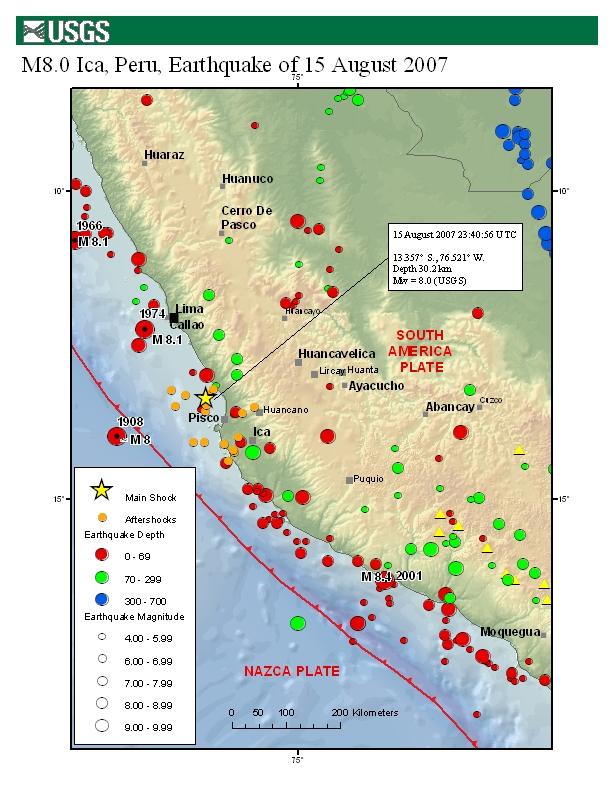
Caractéristiques des séismes dans la région (nombre, profondeur, magnitude et localisation). En jaune, séisme de Pisco et ses répliques.

### Répliques
Dans les premières heures du tremblement de terre principal, il y a eu de nombreuses répliques.
- Le 15 août, une réplique de 5,8 Mw s'est produite à 19 h 2 min (heure locale), centrée à 113 km au nord-est de Chincha Alta[8].
- Puis 17 minutes plus tard, une autre réplique s'est produite, centrée à 48 km au sud-est d'Ica[8].
- Au moins deux répliques de 5,0 Mw - parmi plus de 70 - ont encore été enregistrées[9],[10] ce jour-là.
- La plus forte réplique qui était de magnitude 6,2 ML s'est produite à 12 h 16 le lendemain 16 août.
- L'IGP a enregistré plus de 3 000 répliques dans les 12 jours qui ont suivi, dont une dizaine d'une magnitude comprise entre 5 et 6 sur l'échelle de Richter[7].

Pour les spécialistes, la faible magnitude des répliques indiquait que la majeure partie de l'énergie accumulée avait été libérée lors du tremblement de terre initial.
Des experts ont déclaré que ce type de séisme se produit tous les 100 ans et est causé par la plaque de Nazca qui plonge sous la plaque sud-américaine.

### Alertes au tsunami
L'alerte au tsunami fut déclenchée au Pérou, au Chili et en Colombie, à la suite des séismes, mais levée par la suite. Cependant des inondations se sont produites sur les côtes de la capitale, les spécialistes sur place ont toutefois indiqué que les fortes marées n'ont pas été causées par le séisme, mais par un phénomène climatique situé au large des côtes.

### Éclairs
Pendant le tremblement de terre, à plusieurs reprises, se sont produites des illuminations du ciel très fortes, dont l'origine a été localisée au large de la côte de la capitale. Ce phénomène augmenta la panique et la confusion de la population car il n'y a jamais eu d'éclairs dans le ciel à Lima. Dans certains quartiers côtiers, comme celui de Callao, d'après des témoins oculaires la lumière émise fut aussi forte que celle émise par le soleil durant la journée.

## Bilan

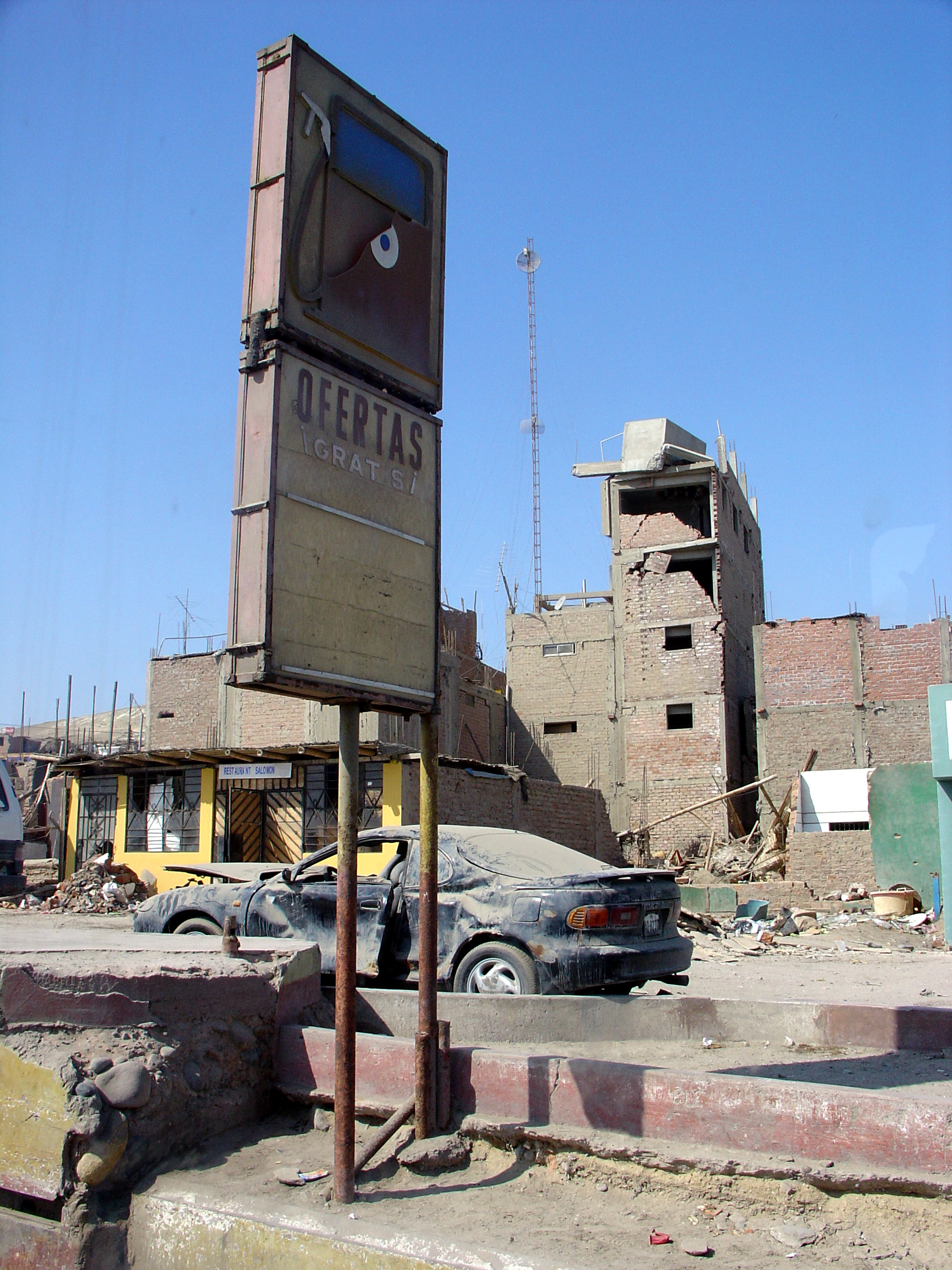
Dommages du séisme, une semaine après l'évènement.

### Pertes humaines
Bien que ce séisme ne soit pas le plus fort enregistré au Pérou (8,4 Mw le 23 juin 2001 dans le département d'Arequipa), ni le plus meurtrier (100 000 mort à Áncash le 31 mai 1970), son intensité et ses répliques ont tout de même occasionnées des pertes humaines, ainsi que d'immenses dégâts.
Au cours des premières heures, les informations faisaient état de 16 morts et de plus de 200 blessés, mais au fil des heures et des jours, ces chiffres ont augmenté,.
Selon les sources, il y eut :  
- environ 600 morts,
- de 1 800 à 2 300 blessés,
- entre 76 000 et 85 000 maisons complètement détruites ou inhabitables[3],
- et plus de 430 000 personnes affectées d'une manière ou d'une autre[16].

### Zones affectées
Les villes de Pisco, Ica, Chincha Alta, Chincha Baja dans la région d'Ica, et San Vicente de Cañete, Yauyos, Huaytara et Castrovirreyna dans la région de Lima furent les plus touchées, mais le séisme affecta aussi de nombreuses autres villes péruviennes jusqu'au nord du pays, dont Pucallpa, Iquitos, Contamana, Trujillo, Cajamarca, tout comme la capitale Lima.

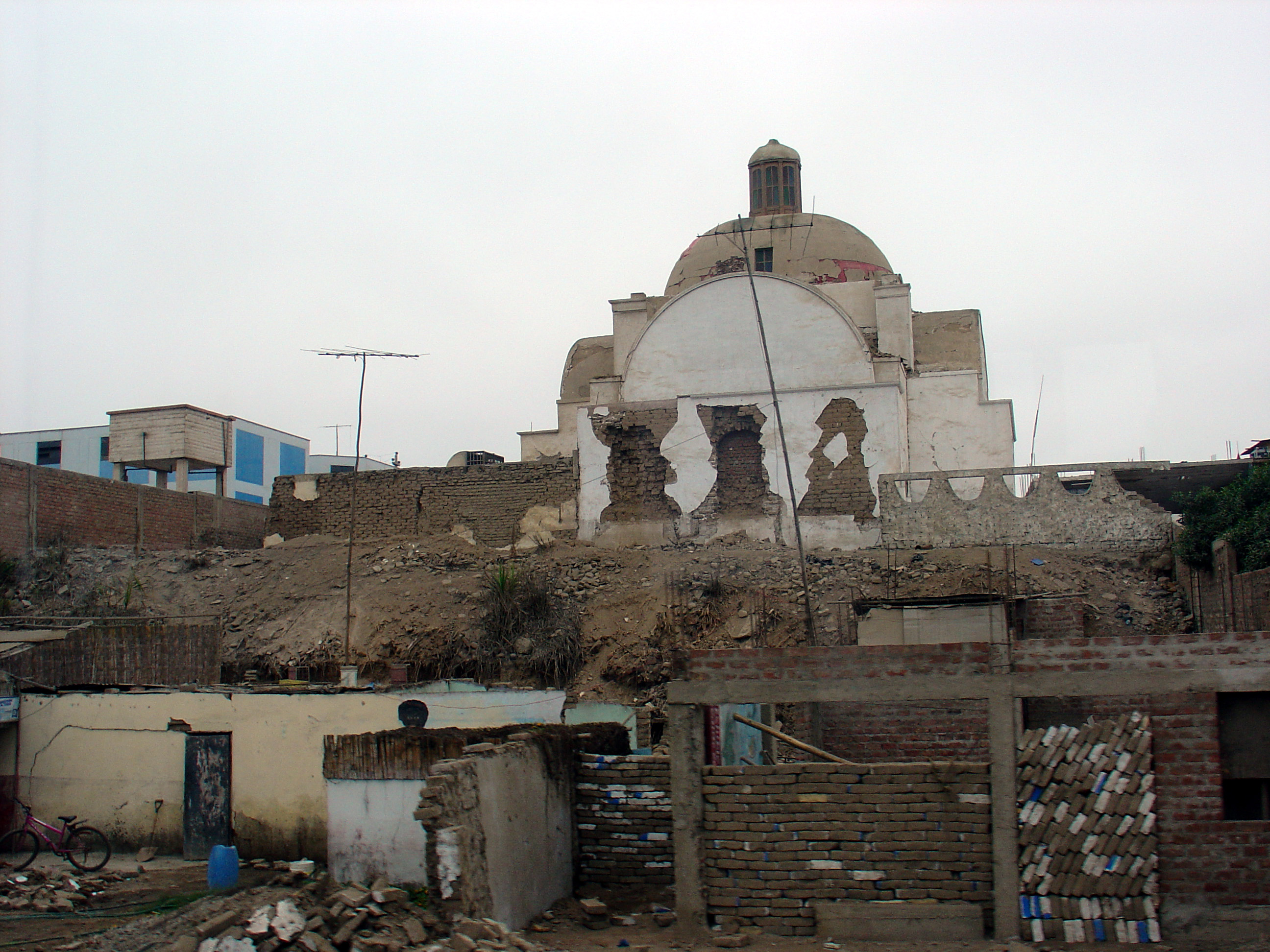
Église lourdement endommagée, une semaine après le séisme.

Les zones de Pisco et Tambo de Mora (Chincha Alta) ont été les plus touchées, l'intensité du séisme y a été évaluée à VII-VIII sur l'échelle de Mercalli modifiée. D'après l'IGP, le séisme a été perçu : 
- à San Vicente de Cañete avec une intensité de VII,
- à Yauyos et Huaytara (Huancavelica) à une intensité de VI,
- à Lima avec des intensités de l'ordre V-VI,
- à Huaráz évaluée à IV,
- à Pucallpa et Cusco intensité III
- et à Arequipa, Chiclayo, Moyobamba et Chachapoyas évaluée à II.

La région touchée par ce séisme contribuait pour 3% au PIB du pays, grâce aux secteurs agricoles et textiles très exportateurs. Dans le domaine de l'agroalimentaire, la production de mangues, de paprika, d'asperges et le secteur vitivinicole de la région ont été principalement touchés. Cependant, le plus touché a été l'industrie textile, qui a été complètement paralysée, laissant plus de cinq mille personnes sans emploi.

#### District de Pisco

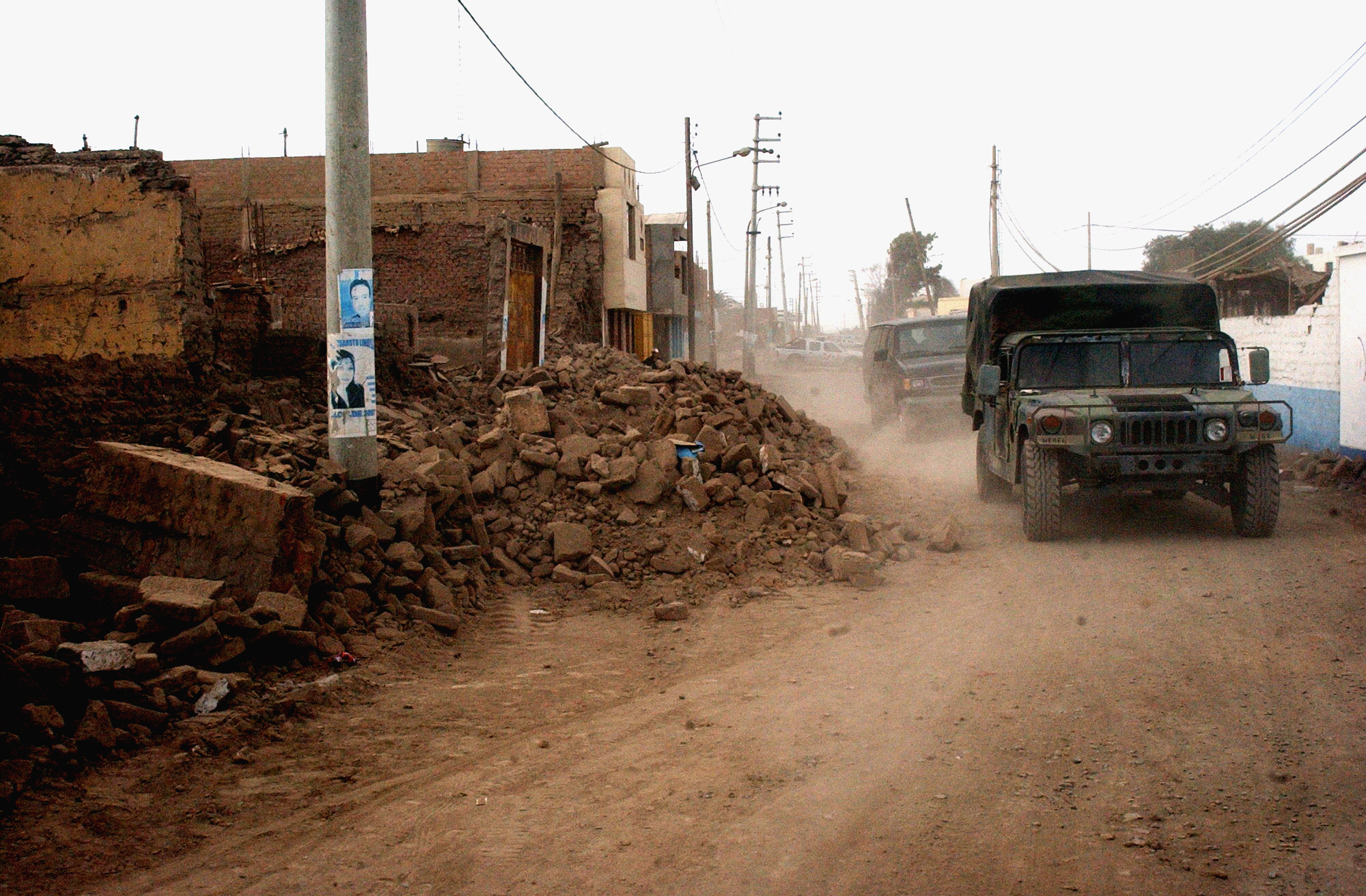
Plus de 80 % des maisons de Pisco ont été détruites par le séisme et ses répliques.

Dans la ville de Pisco, il y a eu plus de 200 morts et 80 % de la ville a été détruite. Les mouvements sismiques ont détruit l'Iglesia de la Compañía, une ancienne église jésuite, située à un pâté de maisons de la Plaza de Armas. Les équipes de secours ont réussi à retrouver deux personnes vivantes, mais la plupart des paroissiens ont été écrasés sous les décombres. La même chose s'est produite dans l'église de San Clemente de Pisco, qui s'est effondrée pendant une messe. Des images télévisées ont montré des dizaines de corps dans les rues et sur les places.
Les réseaux de téléphonie fixe et mobile se sont effondrés, tandis que la route panaméricaine a subi l'écroulement de ses remblais entre la zone appelée « Cabeza de toro » et l'entrée de Pisco par le quartier de San Clemente. La fracture et l'effondrement de la couche d'asphalte et la fissuration de la zone qui n'a pas glissé, a provoqué des dénivelés allant jusqu'à un demi-mètre, rendant difficile l'entrée des véhicules dans la zone.
Le pont Huamaní, sur le Río Pisco, a subi plusieurs dommages considérables, rendant impossible l'entrée dans la ville, obligeant les véhicules et les personnes à traverser le fleuve à gué.

#### District de Chincha
Dans le quartier Chincha de Tambo de Mora, le violent tremblement de terre a détruit les maisons en pisé, tandis que celles en matériaux nobles ont été détruites par une liquéfaction apparente du sol. Sous l'action des ondes de compression émises lors du séisme, des jets d'eau et de sable seraient remontés à la surface et auraient jailli jusqu'à 2,1 m au-dessus du sol.
S'ajoute à cela l'effondrement de la prison qui a permis à 600 détenus de s'échapper,.
À El Carmen (Chincha), les maisons ont été complètement détruites et au nord de Chincha, la panaméricaine dans la zone appelée Jahuay, a également subi un glissement de terrain des remblais bloquant toute circulation.

#### District d'Ica
À Ica, une partie de l'église Señor de Luren s'est effondrée après le séisme ainsi que le stade de football de la ville.
De même, les autres églises telles que San Francisco de Asís, la cathédrale, l'église San José et la chapelle de l'ancien hôpital Socorro se sont effondrées en partie ou totalement.
L'ampleur destructrice du tremblement de terre a également causé de graves dommages aux infrastructures qui fournissent des services de base à la population, tels que l'eau et l'assainissement, l'éducation, la santé et les communications.
Sur la côte du Pacifique, la réserve nationale de Paracas a été gravement touchée, de nombreux lions de mer ont péri et la formation rocheuse connue sous le nom de "La Catedral" a été complètement démolie.

La &quot;cathédrale&quot; de Paracas avant et après le séisme.
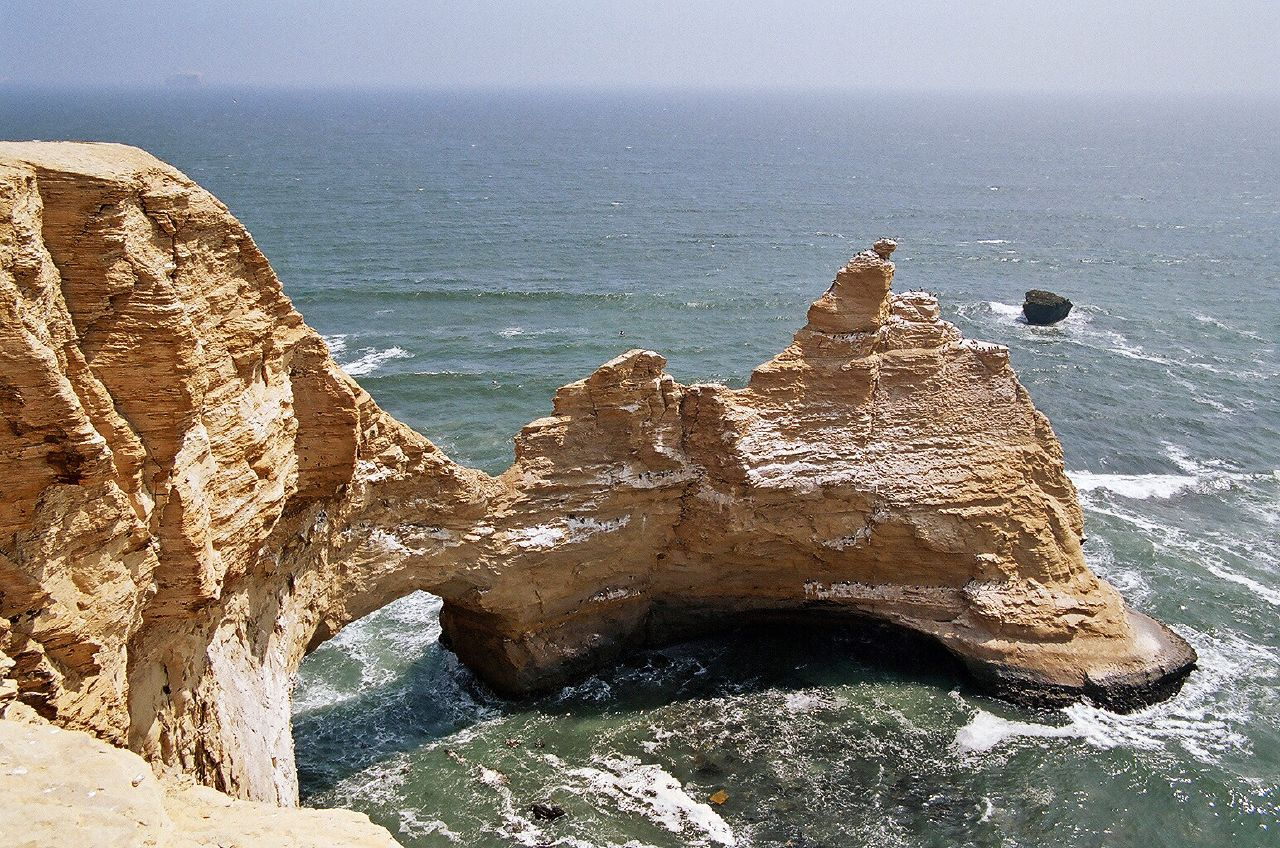
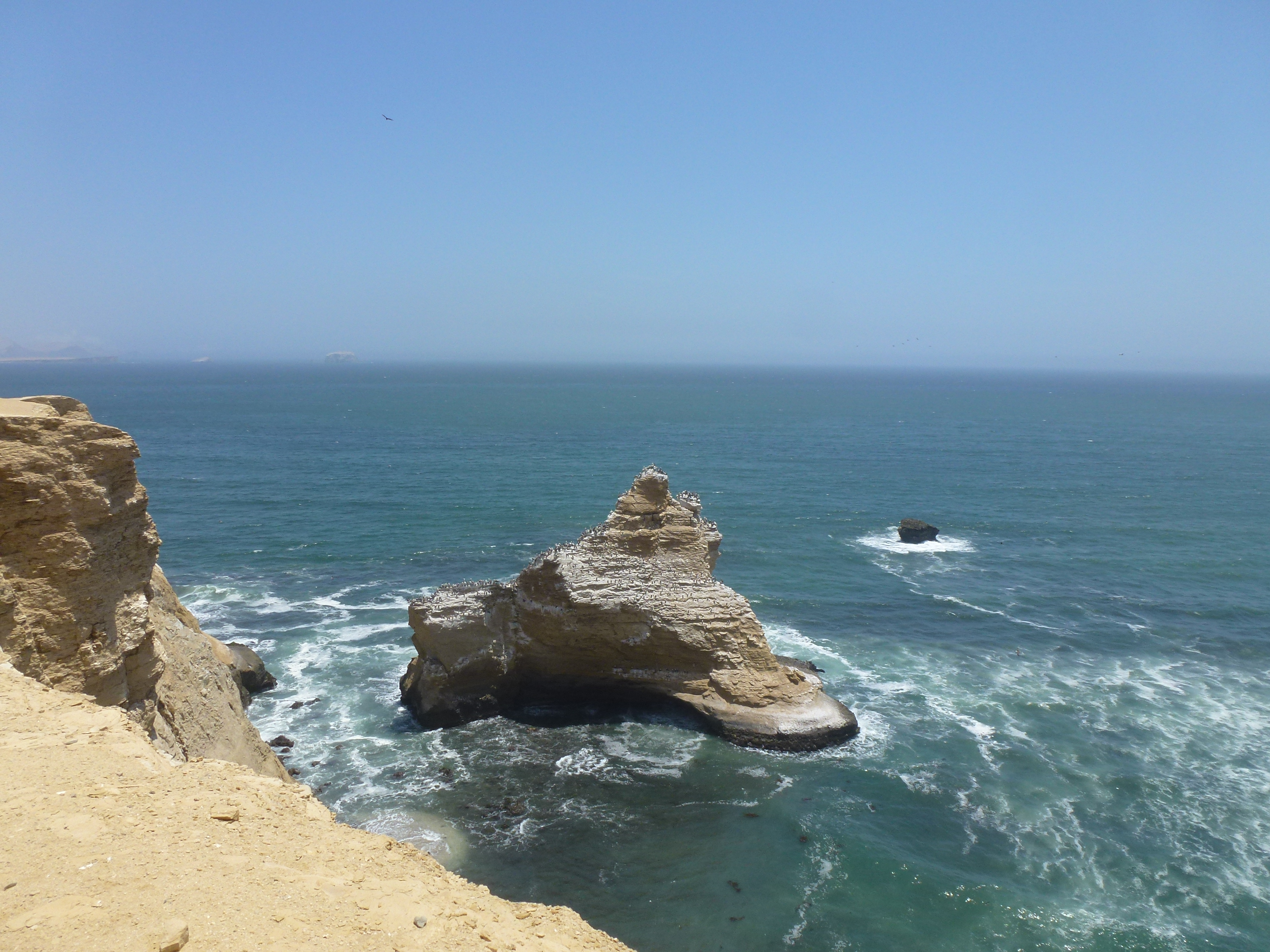

#### Région de Lima
Dans la province de Cañete, le tremblement de terre a détruit la plupart des maisons du district de San Luis de Cañete, il en a été de même avec son église coloniale, l'un des plus anciens bâtiments de la vallée.
Un éboulement a coupé l'autoroute qui relie le district de San Vicente de Cañete au district de Lunahuaná.
L'approvisionnement en électricité a été immédiatement coupé dans toute la zone de la localité appelée Sur Chico, ainsi que dans des quartiers de la capitale, telles que Los Olivos et Villa María del Triunfo.
Plusieurs petites villes des hautes terres du sud du département de Lima ont également été touchées, ainsi que dans l'ouest de celui de Huancavelica.
Dans la ville de Lima, certains bâtiments publics comme le ministère du Travail, le bâtiment Alzamora Valdez (siège de la Cour supérieure de justice de Lima), et le Palais législatif ont subi des dommages structurels qui ont motivé des études liées à leur sécurité.
Le ciel de Lima était éclairé par des lumières colorées comme des éclairs aux mêmes moments où le tremblement de terre s'est produit, ce qui a accru la terreur et la panique de la population. Cet événement appelé lumières de séisme est toujours mal compris des scientifiques, mais il est généralement associé au phénomène appelé triboluminescence qui a également été observé lors de tremblements de terre de grande magnitude survenus au Japon, en Chine, au Chili, en Équateur et au Costa Rica. C'était la première fois que ce phénomène se produisait au Pérou.

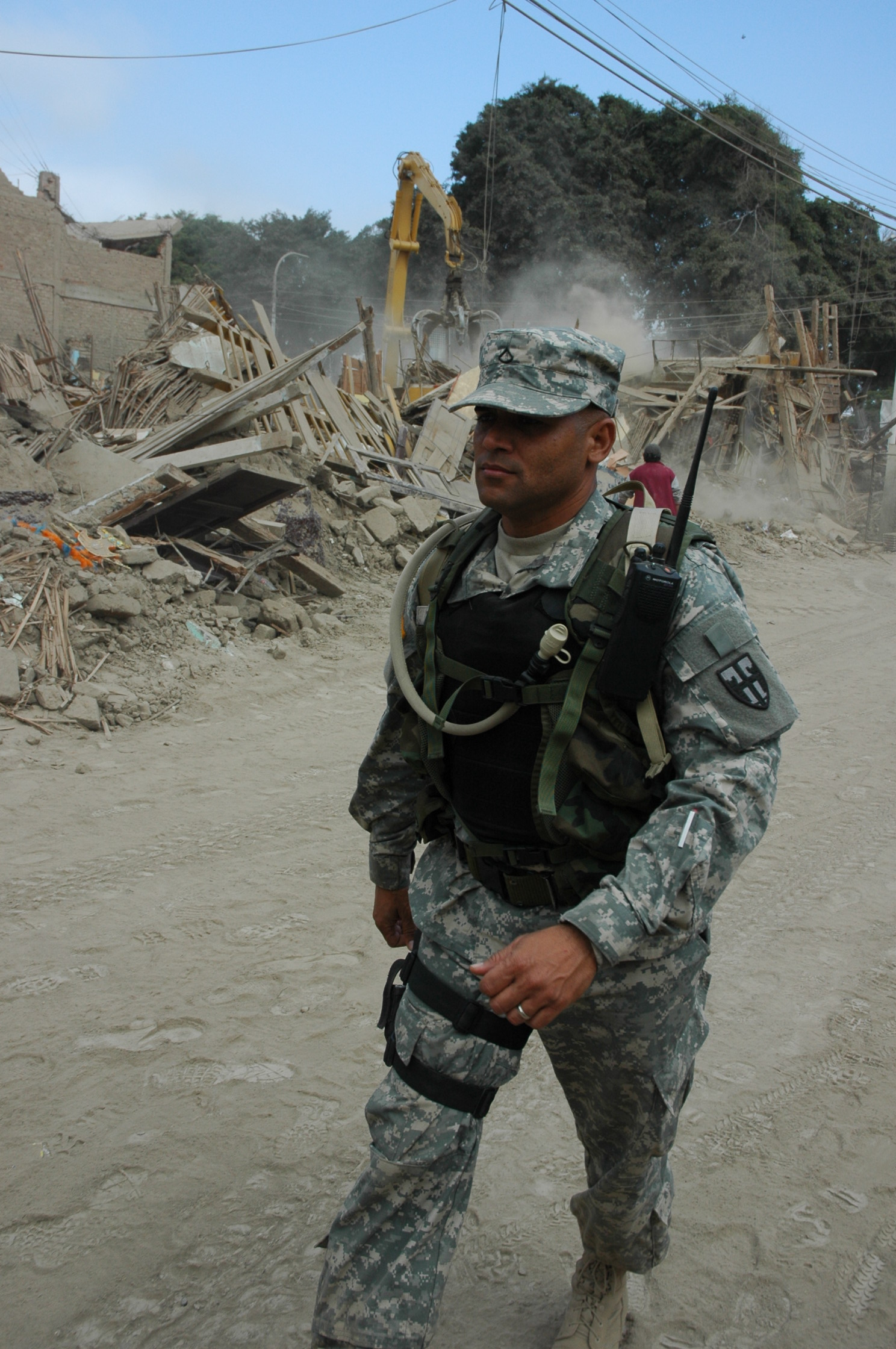
Un soldat traverse les ruines de Pisco.

## Mesures d'urgence
Le président Alan García s'est rendu à plusieurs reprises dans les endroits les plus touchés par cette catastrophe naturelle. La Défense civile, en tant qu'institution de l'État, a pris les mesures d'aide logistique en cas de catastrophe comme celle-ci selon un plan d'aide improvisé.
Dans les écoles et universités, les cours sur toute la côte centrale du Pérou ont été suspendus dès le 16 août, mais dans le département d'Ica, les cours ont continué à être suspendus pendant plus de deux mois.
Le contrôleur général de la République, Genaro Matute, a affecté plus de 120 personnes de son administration pour accompagner les camions transportant l'aide humanitaire, prévenir les pillages et les détournement, et en vérifier la distribution appropriée. Le gouvernement central a ordonné l'état d'urgence dans le département d'Ica et la province de Cañete, pour une durée de 60 jours, dans un premier temps.
Les consulats péruviens dans différentes villes du monde ont ouvert des comptes bancaires pour faciliter l'envoi officiel de dons en argent au Pérou. De même, la collecte des biens essentiels a été facilitée pour être envoyée dans la zone de la catastrophe.
Au Pérou, des entreprises privées, la population civile, des organisations privées et des établissements d'enseignement, tels que des universités publiques et privées, ont fait des dons et organisé une aide humanitaire pour la population touchée.

## Assistance internationale

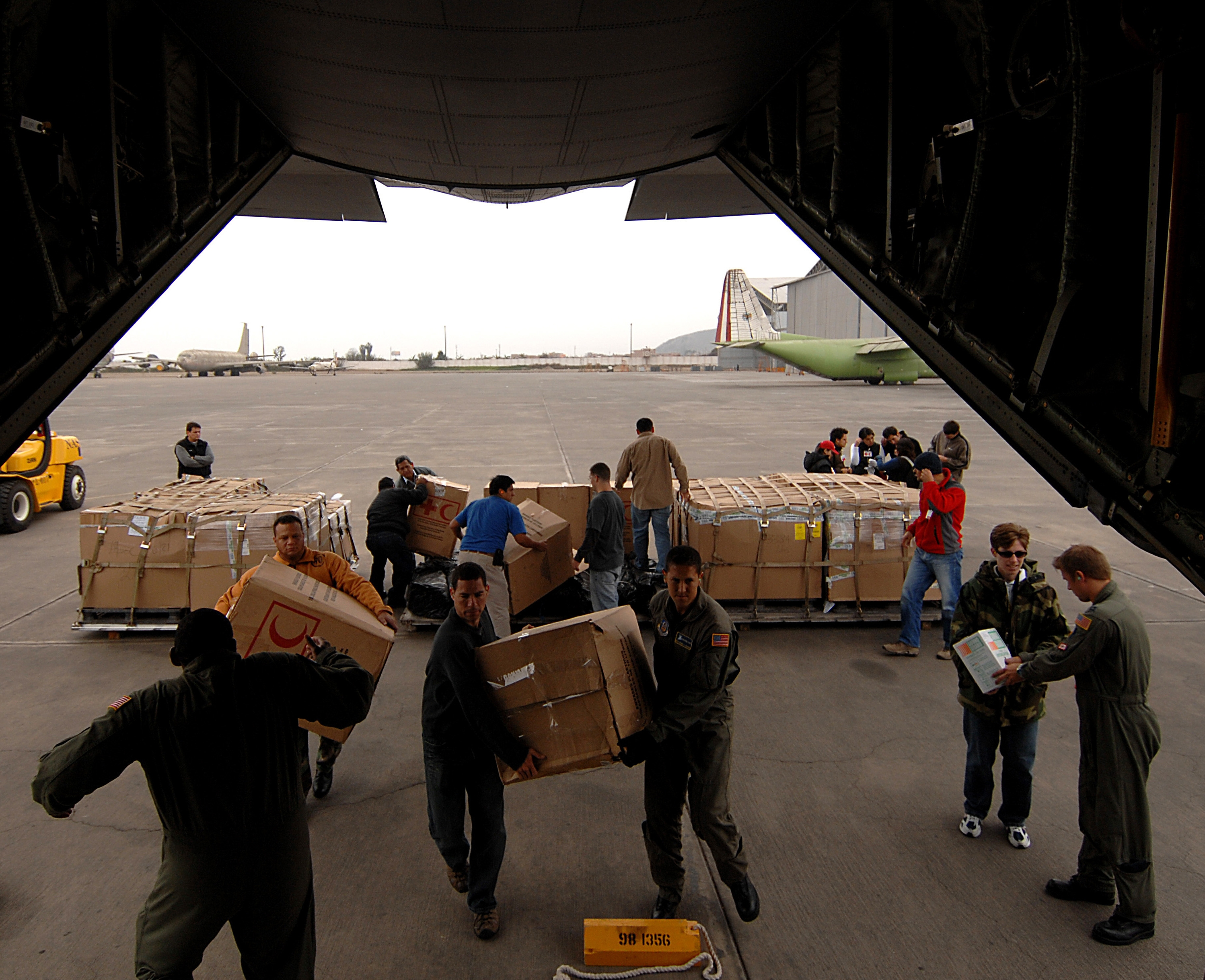
Déchargement des vivres reçus des États-Unis à l'aéroport de Lima pour être ensuite transférés vers la zone sinistrée.

Des aides internationales furent apportées par plusieurs pays : l'Argentine, le Brésil, le Canada, la Colombie, l'Équateur, l'Espagne, les États-Unis, la France, le Venezuela, etc.
La Bolivie a été néanmoins le premier pays à apporter son aide, en souvenir de l'aide que le Pérou lui avait offerte lors de cataclysmes semblables.
Le pape Benoît XVI a demandé qu'il y ait une solidarité internationale pour venir en aide aux blessés et aux endeuillés.
Au total, une aide humanitaire d’une valeur de 40 millions $ a été reçue.
 Argentine : le gouvernement argentin a envoyé un avion C-130 Hercules avec des comprimés de purification de l'eau, des médicaments, du sérum, des couvertures et des tentes, soit un total d'environ 12 tonnes de marchandises.
Un autre avion a également été envoyé du gouvernement de la province de Córdoba avec une cargaison similaire le lundi 20 août, avec plus d'aide humanitaire. À cette aide s'ajoutent celles des provinces de Mendoza et Salta.
Le chef des « Casques blancs », organe du ministère argentin des Affaires étrangères spécialisé dans les catastrophes et composé de médecins, psychologues, travailleurs sociaux, secouristes et autres professionnels, s'est installé dans la région touchée par le tremblement de terre.
Le 5 septembre, le gouvernement péruvien a reçu une nouvelle aide composée de 83 t de vêtements, de lait chocolaté, d'eau, de nourriture et de médicaments, de la part de la communauté péruvienne en Argentine, supervisée par des fonctionnaires du ministère argentin des Affaires étrangères et de la Commission des Casques blancs.
De même, Cáritas Argentina a ouvert un compte bancaire pour recueillir l'aide financière.
 Bolivie : un avion de l'armée de l'air bolivienne a transféré 12 t de nourriture et de fournitures le 16 août, à titre de contribution nationale aux victimes. L'aide était destinée à la région d'Ica, qui a été la plus touchée par le tremblement de terre.
Vingt membres du personnel des FAB-SAR - l'unité du groupe de recherche et de sauvetage des forces aériennes boliviennes (espagnol : Fuerza Aérea Boliviana) - ont voyagé dans l'avion, chargés de distribuer l'aide bolivienne aux victimes.
En outre, en Bolivie, dès le 20 août, a été lancée la campagne de solidarité "La Bolivie et La Paz, avec vous le Pérou" pour venir en aide aux victimes du tremblement de terre. Dans ce contexte, le président Evo Morales a annoncé qu'il ferait don de 50 % de son salaire mensuel, le vice-président Álvaro García Linera et les ministres contribuant à hauteur de 25 % et les agents publics étant invités à participer par une contribution volontaire.
 Brésil : le gouvernement brésilien a envoyé 46 t de vivres pour les victimes du sud.
 République dominicaine : le gouvernement dominicain a fait don d'un million de pesos au pays.
 Canada : le gouvernement canadien a alloué près de deux millions de dollars.
 Chili : un avion Hercules de l'armée de l'air chilienne (FACH) a été affrété par le gouvernement chilien. Sa cargaison se composait d'environ 20 t de couvertures, de tentes, de médicaments et d'autres articles de base, arrivées à Pisco dès le 17 août.

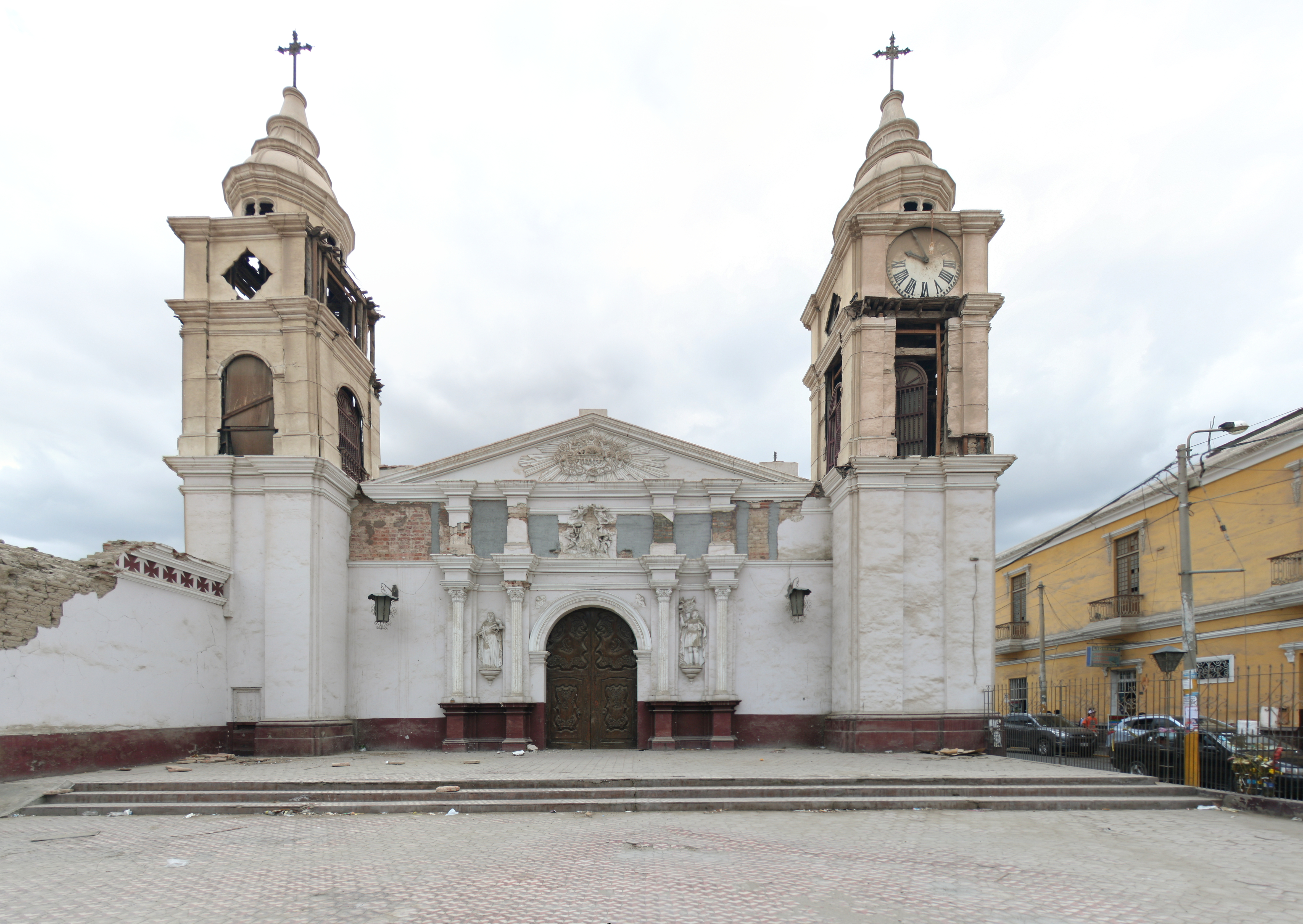
La cathédrale d'Ica endommagée par le séisme.

De même, la directrice du Bureau national des urgences, Carmen Fernández, a expliqué "avoir étudié la possibilité dans les prochaines 48 heures d'envoyer une équipe de spécialistes déjà organisée du ministère de la Santé, du Medical Legal Institute et du Service de l'état civil et de voir si un soutien technique supplémentaire est nécessaire et quand il le sera". En outre, le ministre de la Défense chilien, José Goñi, a souligné que "c'est un geste de solidarité des Chiliens avec nos voisins".
En retour, les autorités péruviennes ont signalé que trois étudiants chiliens qui voyageaient entre Lima et la ville d'Ica au moment du tremblement de terre et qui avait été portés disparus, ont pu être retrouvés.

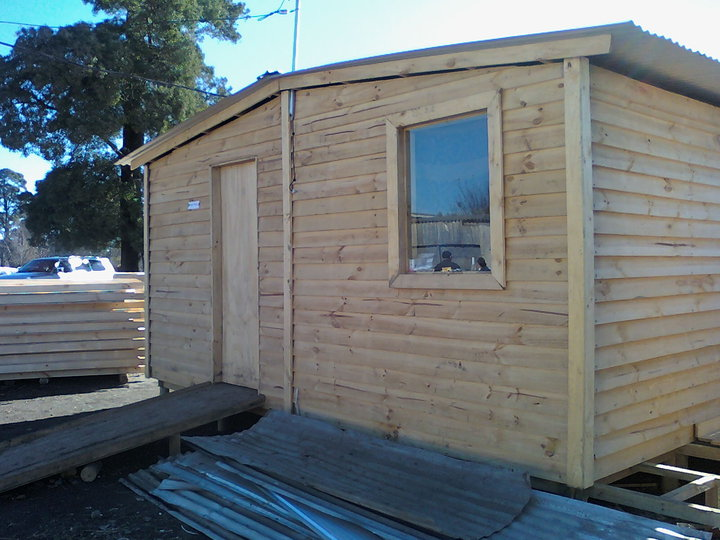
Maison préfabriquée fournie par le Chili.

Le 20 août, le gouvernement chilien a envoyé deux nouveaux avions avec le même chargement accompagné par une délégation dirigée par le ministre secrétaire général du gouvernement Ricardo Lagos Weber et la ministre de la Santé María Soledad Barría. Puis le vendredi 24 août, il a envoyé deux nouveaux avions, transportant un hôpital de campagne des FACH et du personnel médical.
L'ONG latino-américaine « Un toit pour mon pays », présente au Chili ainsi qu'en Argentine, en Uruguay et au Pérou, a envoyé 200 maisons préfabriquées en bois (au coût de 1 000 $ chaque) et qui ont été montées avec la participation d'environ 550 volontaires de différents pays. L'organisation a prévu ensuite de construire progressivement 1 500 de ces logements dans les régions d'Ica et de Pisco. Les premiers de ces modules d'habitation (espagnol : mediagua) ont été installés dans la ville de Pisco entre le 3 et le 13 septembre 2007, avec les professionnels du Gouvernement Régional chargés de la distribution et du montage.
 Colombie : la chanteuse colombienne Shakira s'est mobilisée pour aider toutes les victimes du tremblement de terre, elle a fait un don d'environ 4 000 $. La Colombie, par l'intermédiaire de la Croix-Rouge et du Ministère des affaires étrangères, a envoyé deux avions avec environ 40 t d'aide (tentes, couvertures, médicaments, nourriture et vêtements), accompagnés par 40 professionnels experts du sauvetage des personnes dans ce type d'accident. Un compte bancaire a été créé en faveur des victimes et 2 000 $ ont été alloués aux victimes. Un avion Hercules de la force aérienne colombienne (espagnol : Fuerza Aérea Colombiana) a été mis à la disposition du gouvernement péruvien.
Le président Uribe s'est également rendu personnellement dans la zone sinistrée avec certains de ses ministres, où il était accompagné de son homologue péruvien Alan García Pérez. Le président de la Colombie, Álvaro Uribe a déclaré: « Je vais (à Lima) avec mes collègues du gouvernement simplement pour nous mettre à la disposition du gouvernement péruvien car le président (du Pérou) Alan García m'a dit que la destruction des maisons est grande et que le besoin d'abris est également grand », a-t-il dit.

Un navire transportant de 600 t d'aide a également traversé le Pacifique. Ainsi, la Colombie a été le pays qui a apporté le plus de soutien aux Péruviens.

Quelques-uns des donateurs parmi les plus célèbres.
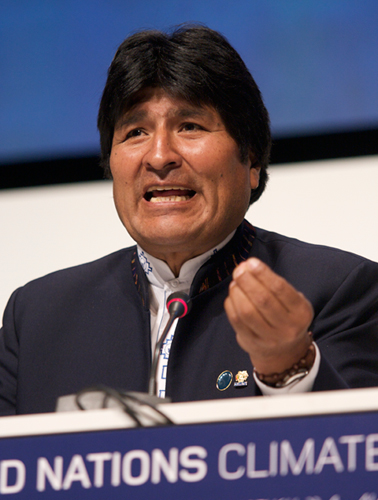
Evo Morales président de la République de Bolivie
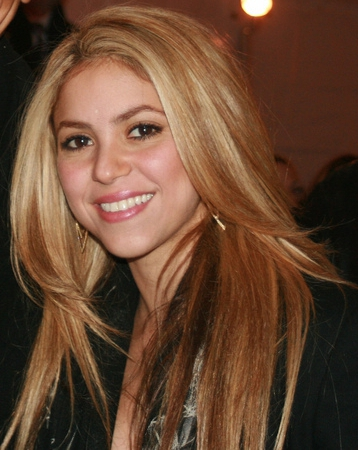
La chanteuse colombienne Shakira.
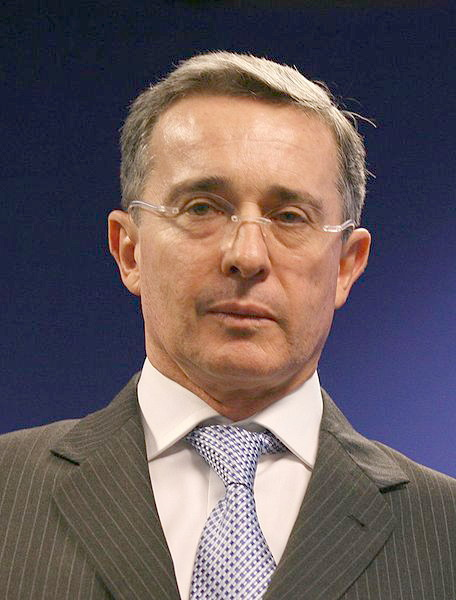
Le président colombien Álvaro Uribe.
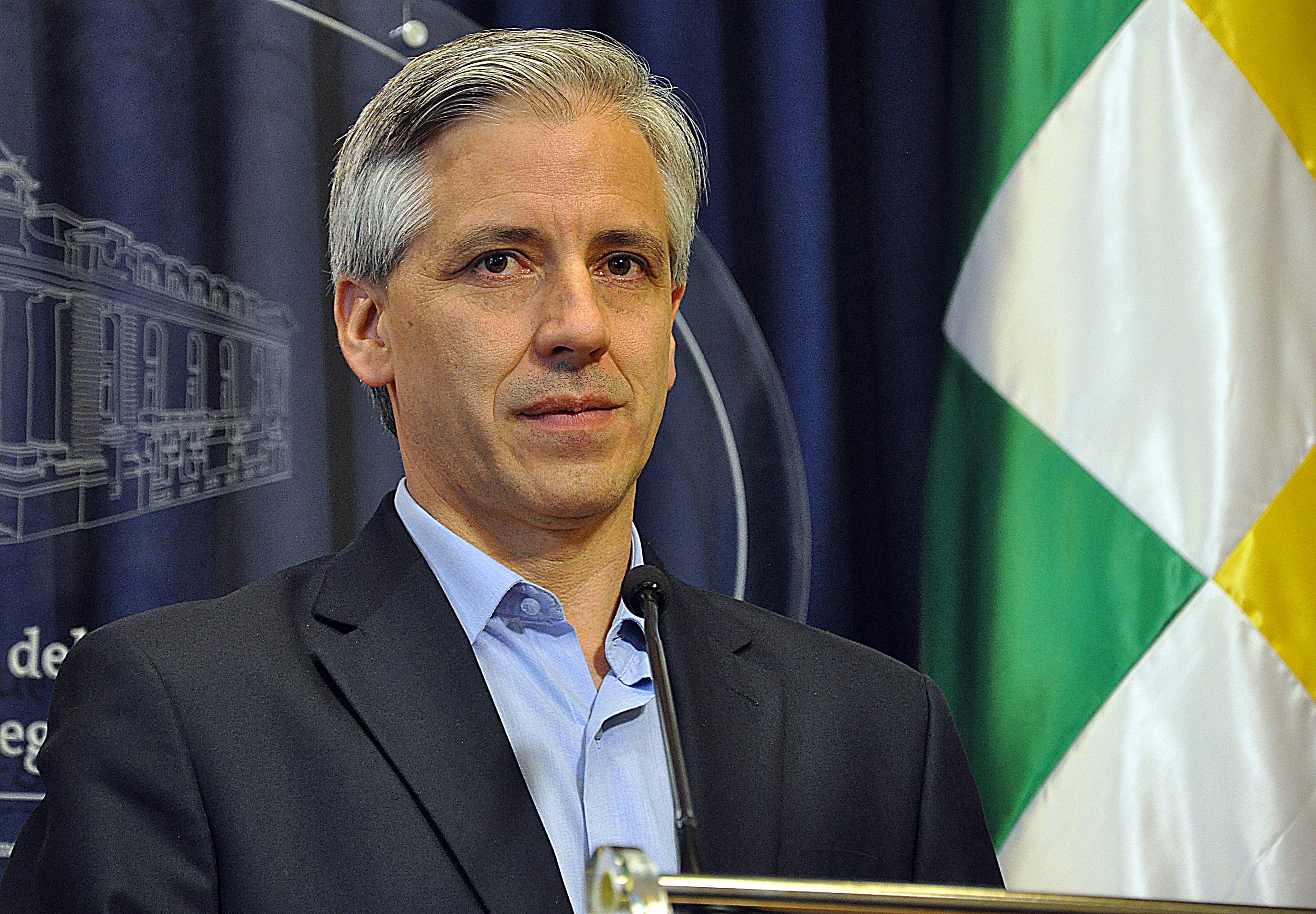
Álvaro García Linera - Vice-président de la Bolivie.
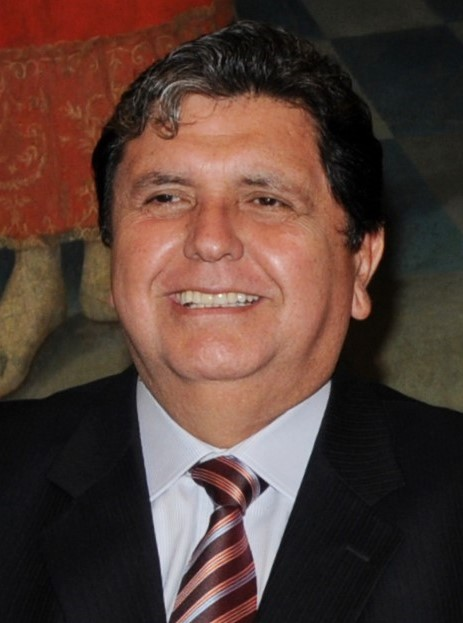
Alan García, président du Pérou en 2007.

 Cuba : le gouvernement de Fidel Castro a envoyé un hôpital de campagne avec des spécialistes, des salles de chirurgie et du matériel de pointe, qui ont finalement été donnés au Pérou.
 Équateur : ce proche voisin du Pérou, a envoyé 10 t de nourriture avec 24 sauveteurs de la Croix-Rouge équatorienne.
 Salvador : le plus petit pays d'Amérique centrale a collaboré avec le don de 10 000 couvertures qui ont été livrées à Luis Chuquihuara, ambassadeur du Pérou dans ce pays.
 Espagne : le 16 août, l'Ambassade d'Espagne à Lima a livré à la Direction Régionale de la Défense Civile du Département d'Ica trois stations d'épuration d'eau capables de répondre aux besoins de 3 000 personnes par jour. À cette aide s'ajoute l'envoi d'un Boeing 747 qui a quitté l'aéroport de Madrid-Barajas le 17 août pour Pisco avec 100 t d'aide d'urgence apportée par l'Agence espagnole de coopération internationale et de nombreuses ONG espagnoles. L'aide consistait en tentes, fournitures médicales, médicaments et des groupes électrogènes. Une équipe de 30 pompiers et 11 techniciens spécialisés dans le sauvetage et les soins de santé d'urgence accompagnait cette cargaison,.
L'Agence espagnole de coopération internationale, évaluant la nécessité de renforcer l'action de la première équipe humanitaire, a affrété le 20 août à la base aérienne de Torrejón de Ardoz un deuxième avion d'une charge estimée à 30 t de matériel médical et sanitaire, des réservoirs pour l'eau et des abris.
D'autres organisations espagnoles telles que Cáritas Española, Intermón Oxfam ou Bomberos sin Fronteras ont également envoyé soit des moyens techniques et sanitaires, soit une aide monétaire.
Certaines communautés autonomes ont pour leur part alloué une aide à la zone sinistrée, comme l'Andalousie à hauteur de 6 000 000 €, la Communauté de Madrid avec 7,5 t d'aide humanitaire et 250 000 €, la Navarre avec 600 000 €, la Catalogne avec 300 000 € et Castilla y León avec du personnel de santé et de secours. De même, des entreprises comme Inditex ou Telefónica ont fait don de sommes importantes,.
Malheureusement, l'équipe des pompiers espagnols de l'ONG K-9 de Creixell, à la suite d'actions de solidarité qu'elle menait dans les zones touchées par le séisme, a décidé de quitter le Pérou après avoir dénoncé le manque de sécurité dans la zone. Les déclarations d'un pompier espagnol, diffusées à la télévision espagnole, qui se plaignait de ne pas pouvoir s'entretenir personnellement avec le président du Pérou, ont amené le président Alan García à déclarer: "quiconque a peur doit partir".
À l'occasion d'un match de football entre le Real Madrid et l'Atlético de Madrid au stade Santiago-Bernabéu le samedi 25 août, le Real Madrid a mis en place huit stations de collecte d'argent en faveur des personnes touchées par le séisme.
La secrétaire d'État à la coopération, Leire Pajín, et la vice-présidente du gouvernement, María Teresa Fernández de la Vega, ont annoncé que le total de la dette extérieure du Pérou avec l'Espagne serait converti afin de réhabiliter les infrastructures éducatives.
 États-Unis : le gouvernement américain a alloué 150 000 $ de son fonds pour les urgences, de l'équipement médical et deux cliniques mobiles. De même, il a prêté deux hélicoptères aux autorités péruviennes. Il a également envoyé un hôpital de campagne qui a été installé dans la base militaire de Pisco et des spécialistes médicaux et chirurgicaux.
 France : ce pays a alloué une aide de 300 000 € répartie entre l'envoi de matériel d'urgence et le financement officiel de projets d'organisations non gouvernementales (ONG) présentes sur le territoire péruvien.
 Italie : le gouvernement italien a alloué 200 000 € à la Croix-Rouge internationale pour l'aide d'urgence aux victimes du tremblement de terre.
 Japon : le gouvernement japonais a fait don de 100 tentes familiales (d'une capacité de six personnes), de 1 000 couvertures et de 1 200 nattes. Cette aide équivaut à environ 144 000 $.
 Mexique : les États-Unis mexicains, par l'intermédiaire de l'armée mexicaine, ont envoyé un avion Hercules C-130 avec une cargaison de 18 t depuis la ville de Tapachula avec des unités de traitement de l'eau et des groupes électrogènes. Cette aide a été apportée aux villes de Pisco, Ica et Chincha.

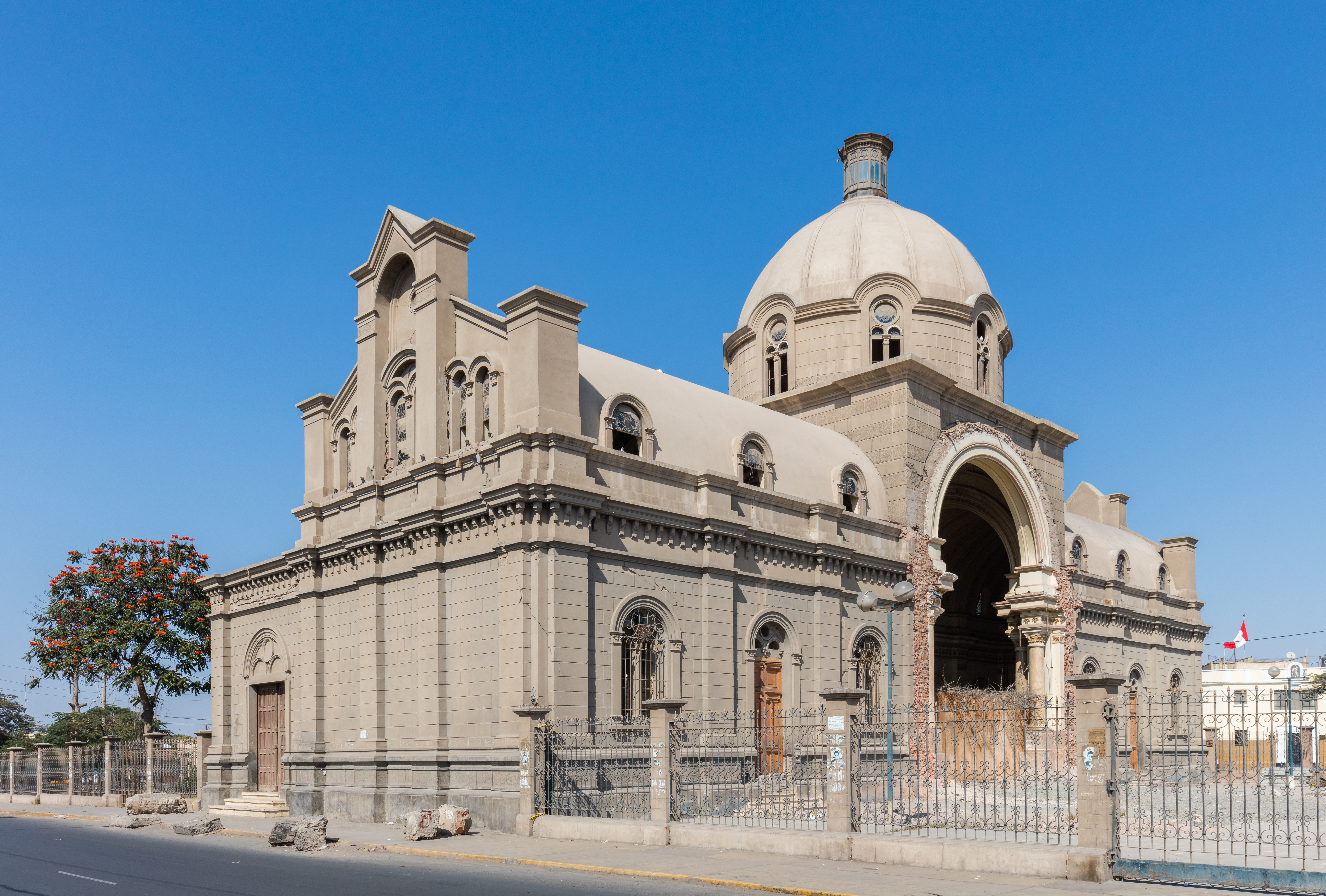
Vue de face du sanctuaire du Seigneur de Luren, où dégâts sont visibles.

La marine mexicaine a pour sa part envoyé le navire-hôpital ARM Zapoteco (AMP-02) avec plus de 200 t de cargaison et une équipe de personnel sanitaire naval. Le navire Zapoteco a accosté dans le port de General San Martín et a fourni pendant trois semaines des soins médicaux et dentaires dans le port de Pisco.
Enfin, plusieurs entreprises, fondations et banques ont ouvert des comptes bancaires pour déposer de l'argent qui sera envoyé au Pérou pour apporter un soutien financier à la Croix-Rouge du Pérou.
 Organisation des Nations unies : l'Organisation des Nations unies a annoncé la mise à disposition de 1 500 000 $ à distribuer par le Programme alimentaire mondial.
 Panama : un avion avec deux conteneurs de 40 pieds est arrivé à Lima avec une aide humanitaire constituée d'eau, de nourriture sèche, de couvertures, de vêtements et des groupes électrogènes.
 Taïwan : le gouvernement de Taïwan a fait un don de 100 000 $ aux personnes touchées par le tremblement de terre au Pérou. Cet effort humanitaire a été organisé par le ministère des Affaires étrangères de ce pays, selon les propos de Yeh Fei-pi, porte-parole du ministre des Affaires étrangères Su Lian-sheng. En outre, dans une déclaration, ce ministre a exprimé ses condoléances au président du Pérou, Alan García.

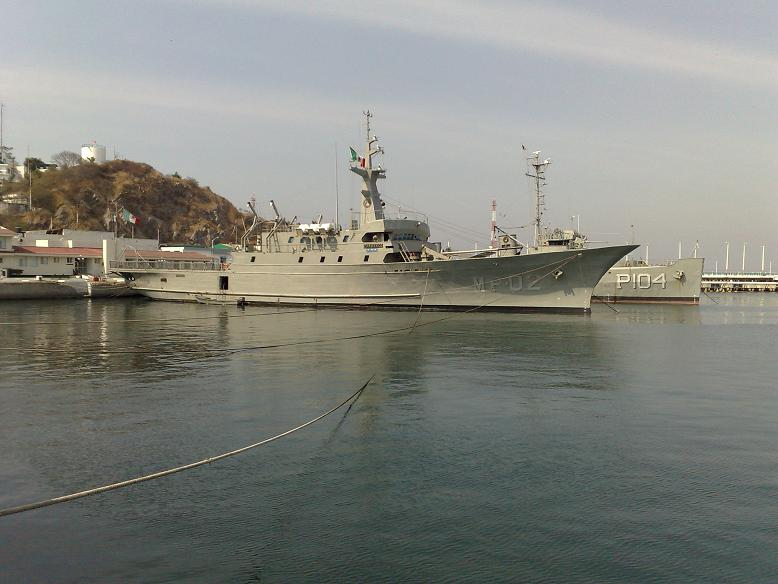
Le navire hôpital "Zapoteco" de la marine mexicaine.

Cette région asiatique a également proposé d'envoyer de l'aide en médicaments et en matériel de sauvetage, car elle a de l'expérience dans la lutte contre ce type de catastrophe. Il convient de noter que les tremblements de terre et les typhons frappent l'île à chaque changement de saison.
Un contingent humanitaire est parti de Taipei le vendredi 17 août, avec une équipe de médecins, d'experts en santé publique, des fournitures de premiers soins et des médicaments.
En septembre 1999, Taïwan avait connu la même épreuve lors du fameux tremblement de terre de Chi-chi évalué à 7,3 degrés sur l'échelle de Richter, qui avait été ressenti à Taipei, la capitale de l'île et dans les provinces situées au sud, détruisant des milliers de maisons et causant de grandes pertes matérielles et humaines.
 Turquie : ce pays a fait don de 1 000 maisons préfabriquées, en plus d'un soutien financier.
 Union Européenne : l'Union européenne a annoncé la contribution d'un million d'euros à répartir entre diverses agences internationales.
 Uruguay : le 17 août, le ministère des Affaires étrangères a contacté l'ambassadeur de l'Uruguay au Pérou, Juan Bautista Oddone, qui a livré l'aide envoyée par l'Uruguay. Cette aide consistait en une unité de purification de l'eau, du lait en poudre donné, ainsi que des vêtements, des manteaux et des denrées non périssables collectés par la Croix-Rouge uruguayenne. L'Uruguay a envoyé l'aide par l'intermédiaire du ministère du Logement, de l'Aménagement du Territoire et de l'Environnement, Diego Pastorín, sur un vol le 18 août.
 Venezuela : le gouvernement de la République bolivarienne du Venezuela a exprimé dans un communiqué sa plus vive préoccupation face aux événements survenus au Pérou et a annoncé l'envoi d'une «mission de solidarité» de spécialistes de la gestion des catastrophes et du sauvetage, pour joindre les efforts de soutien en la zone touchée. "De même, le gouvernement vénézuélien a ordonné l'envoi de fournitures médicales et de toutes les fournitures nécessaires pour faire face à cette catastrophe", indique le communiqué. La Croix-Rouge vénézuélienne a été envoyée sur le site le plus touché, à Chincha où elle a construit des maisons.

## Les suites
Un an après ce terrible séisme, Ica et surtout Pisco sont des villes oubliées. Très peu d'édifices ont été reconstruits ou commencés à l'être. Les rues sont toujours encombrées de gravats, les infrastructures de distribution d'eau et d'électricité sont toujours en travaux. Quelques cases de jonc ou de carton et des maisonnettes préfabriquées (vendues 6000 soles ≈ 1400 €) ont remplacé les habitations. À Pisco l'hôpital de campagne est toujours sur la place d'arme, la cathédrale et l'église de la Compagnie de Jésus complètement rasées sont des terrains vagues.